# Marco Rieckmann
Marco Rieckmann (* 1978 in Stade) ist ein deutscher Hochschuldidaktiker und Umweltwissenschaftler.

## Leben
Nach dem Diplom 2004 im Fach Umweltwissenschaften an der Universität Lüneburg war er von 2004 bis 2007 sowie von 2009 bis 2013 wissenschaftlicher Mitarbeiter am Institut für Umweltkommunikation der Leuphana Universität Lüneburg (Leitung: Gerd Michelsen). Nach der Promotion 2010 im Fach Erziehungswissenschaften an der Fakultät Nachhaltigkeit der Leuphana Universität Lüneburg (Thema: „Die globale Perspektive der Bildung für eine nachhaltige Entwicklung – Eine europäisch-lateinamerikanische Studie zu Schlüsselkompetenzen für Denken und Handeln in der Weltgesellschaft“) war er von 2013 bis 2017 Juniorprofessor für Hochschuldidaktik, Schwerpunkt Schlüsselkompetenzen, an der Universität Vechta. Seit 2017 ist er W2-Professor für Hochschuldidaktik, Schwerpunkt Schlüsselkompetenzen, an der Universität Vechta.
Seine Forschungsschwerpunkte sind Hochschuldidaktik, Bildung für nachhaltige Entwicklung, Globales Lernen und nachhaltige Hochschulentwicklung.

## Schriften (Auswahl)
- Lokale Agenda 21 in Chile. Eine Studie zur Implementation eines lokalen Agenda-21-Prozesses in der Cuenca del Lago Llanquihue. München 2004, ISBN 3-936581-62-2.
- Die globale Perspektive der Bildung für eine nachhaltige Entwicklung. Eine europäisch-lateinamerikanische Studie zu Schlüsselkompetenzen für Denken und Handeln in der Weltgesellschaft. Berlin 2010, ISBN 978-3-8305-1878-5.
- Transdisziplinäre Forschung und Lehre als Brücke zwischen Zivilgesellschaft und Hochschulen. Münster 2015.
- Verankerung von Bildung für nachhaltige Entwicklung in der Lehrerbildung in Deutschland. Münster 2017.